# Dongnip Shinmun
Le Dongnip Shinmun (Le Journal de l'indépendance) est un journal d'information politique et économique coréen créé à l'avènement de l'empire coréen, alors que la Corée quitte la suzeraineté chinoise pour tomber sous l'influence du Japon.

## Historique
Le Journal de l'indépendance a été le premier journal coréen écrit avec l'alphabet hangeul mais aussi le premier journal non-gouvernemental. Il a été publié quotidiennement de 1896 à 1899 et comprenait une édition hebdomadaire en anglais, The Independent.
Il a été créé par Seo Jae-pil, un réformiste qui s'était exilé aux États-Unis après le coup de Gapsin. Il a été édité à 2 ou 3 000 exemplaires.

## Livre sur le sujet
- Oh Se-ung, Dr. Philip Jaisohn's Reform Movement, 1896-1898: A Critical Appraisal of the Independence Club, University Press of America, 1995,  (ISBN 0819199141)